# Thibault II de Mathefelon
Thibault II de Mathefelon, membre de la famille de Mathefelon, baron de Durtal et de Mathefelon, seigneur d'Entrammes, seigneur de Saint-Ouën, de Juvigné, de Beauvais, de Lancheneil, de Loiron, et des Ponts de Laval.

## Biographie
Il est le fils de Thibault Ier de Mathefelon et de Mathilde de Mayenne. Il se marie deux fois : avec Agnès de Craon,, fille de Maurice II de Craon et d'Isabelle de Meulan, puis avec Luce de Quelaines.
Thibault de Mathefelon a, de son mariage avec Luce de Quelaines, trois enfants : 
- Thibault III de Mathefelon ;
- Geoffroy de Mathefelon ;
- Phoquet ou Foulques II de Mathefelon.

## Source
- Louis Marie Henri Guiller, Recherches sur Changé-les-Laval, tome 2, p. 27 - .